# Бловиц, Генрих
Генрих Джордж Стафан Адольф Оппер де Бловиц (фр. Henri Georges Stéphan Adolphe Opper de Blowitz; 1825—1903) — французский и чешский журналист, публицист и педагог; пионер жанра интервью.

## Биография
Генрих Оппер родился 28 декабря 1825 года в чешском городе Бловице. В шестнадцатилетнем возрасте он отправился во Францию, где через несколько лет стал учителем немецкого языка в мужской гимназии; вскоре он стал читать публичные лекции по сравнительной истории иностранной литературы и был назначен лектором Марсельского университета.

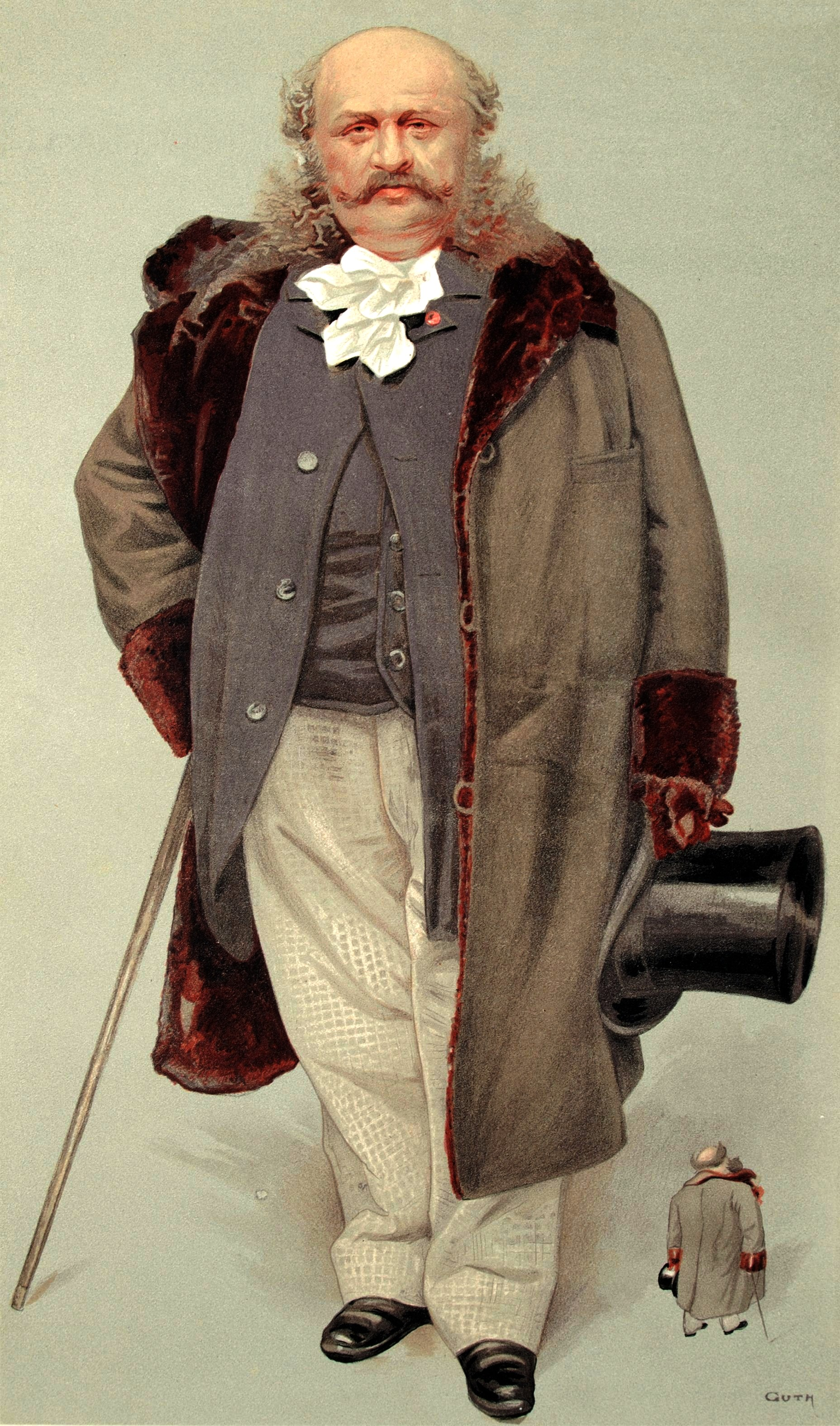
Карикатура на Бловица в журнале «Vanity Fair»
(художник Жан Батист Гут)

С 1860 года Оппер посвятил себя исключительно журналистике, взяв псевдоним Бловиц. Будучи по своим убеждениям противником режима Наполеона III, он в 1869 году раскрыл сложные интриги, которые велись в пользу правительственного кандидата Фердинанда де Лессепса (впоследствии одного из главных фигурантов Панамского скандала), и тем самым помешал его успеху. Высланный за это из Франции, он, с падением Второй империи, вновь вернулся в Марсель и в 1870 году натурализовался во Франции.
Во времена Парижской коммуны Бловиц оказал «некоторые услуги» версальскому правительству, в особенности Тьеру, с которым у него установились довольно тесные отношения. С 1871 года стал корреспондентом ежедневной британской газеты «Times» и сыграл в 1875 году заметную роль во время военно-политического кризиса в Европе, который сулил новую войну между Францией и Германией, что имело бы фатальные последствия для французов, которые ещё не оправились от поражения в предыдущем военном конфликте. Его статья в «Times» от 4 мая 1875 года, в которой был раскрыт заговор Мольтке против Франции с целью её низведения до второстепенной державы, произвела настоящую сенсацию; в статье имелись такие подробности, которые могли исходить лишь от лица, очень близко стоящего к немецкому генеральному штабу, и германское правительство вынуждено было опровергнуть корреспонденцию Бловица.
Но особенно Бловиц прославился корреспонденциями из столицы Германии во время Берлинского конгресса 1878 года, когда он изумлял германского канцлера Отто фон Бисмарка искусством узнавать тайны. Во время заседаний конгресса он публиковал подробные отчеты ο них, так что Бисмарк, негодуя по поводу раскрытия некоторых деталей, в сердцах воскликнул: «Нет ли Бловица под столом?», намекая на маленький рост журналиста. Он также сумел «раздобыть» текст Берлинского трактата намного раньше других корреспондентов.
Генриху Бловицу приписывают введение в журналистику жанра интервью; он не только первый ввёл его в употребление, но и сразу придал ему крупное политическое значение; так, им были опубликованы интервью с Бисмарком, Гамбеттой, румынским королем Каролем I, папой римским Львом XIII, Абдул-Хамидом и т. д.; каждое из этих интервью преследовало определённую цель, и с ним считались, как с действительным выражением мнения интервьюируемого лица.
Бловиц не владел английским языком и все его репортажи в «Times» переводились с французского.
Генрих Джордж Стафан Адольф Оппер де Бловиц умер 18 января 1903 года в Париже.
В 1903 году в Лондоне увидели свет его мемуары под заглавием «My memoirs».